# Nàng công chúa lửa
Plerng Naree (tên tiếng Thái: เพลิงนรี; tên Nàng công chúa lửa) là bộ phim truyền hình Thái Lan phát sóng trên kênh Channel 3 (CH3). Phim với sự tham gia của Jesdaporn Pholdee và Davika Hoorne. Bộ phim được remake lại từ bộ Leh Rai Ubai Ruk của CH7 2005 của Shahkrit Yamnam và Katreeya English.

## Nội dung
Risa – người con gái với ý chí trả thù mãnh liệt. Cô luôn bị ám ảnh trong tâm trí những lời sỉ nhục, hành hạ hai mẹ con cô thuở bé. Được vua Ra-il xứ Trigese cưu mang và nhận làm con nuôi, Risa lớn lên với thân phận công chúa Pririsa. Nàng xinh đẹp, thông minh và kiêu ngạo như đóa hồng có gai.
Ý chí quyết tâm trả thù sục sôi khi mẹ cô bỗng bị giảm thị lực. Và nguyên nhân phát bệnh là do cú va đập mạnh vào đầu năm xưa giờ đã phát sinh di chứng. Risa đã sẵn sàng đối diện và trả thù những kẻ đối xử tàn nhẫn với mẹ con cô. Vì vậy cô rời khỏi cung điện và lén quay trở lại Thái Lan tìm công bằng. Risa không cậy quyền lực của công chúa mà hạch sách, tự phụ. Ngược lại cô có tâm hồn đẹp, hiền lành và sẵn sàng giúp đỡ người khác.
Theepob – chàng cảnh sát đẹp trai, bản lĩnh. Trước tình hình công ty gia đình gặp khó khăn, anh tạm gác lại sứ mệnh cao cả của người cầm súng và tiếp quản công ty. Với con mắt tinh tường nhìn người của một cảnh sát, Pob nhạy bén phát hiện ra những khác lạ trong hành động và ánh mắt của Risa – cô thư kí mới được nhận vào công ty. Thêm vào đó ấn tượng từ cái nhìn đầu tiên với công chúa Pririsa khiến Pob nhớ mãi không quên. Anh nghi ngờ thân phận thật sự của Risa và liên tục dò hỏi. Điều này khiến nàng công chúa có chút bối rối và ngỡ ngàng.
Theo mong muốn của gia đình, Pob đính hôn cùng Grace – cô nàng đỏng đảnh, ngạo mạn và mắc bệnh tiểu thư. Cảm thấy ghen tị với những hành động thân mật của vị hôn thê dành cho Risa, cô nàng hết lần này kiếm chuyện làm khó dễ. Ngoài ra bên cạnh Risa còn luôn có một chàng trai luôn che chở và bảo vệ cô - thái tử xứ Trigese. Yêu cô em gái nuôi, chàng hoàng tử sẵn lòng làm mọi thứ vì Risa.

## Diễn viên
- Jesdaporn Pholdee as Theepob
- Davika Hoorne as Risa Chanthaphat / Pririsa Raweewut / Công chúa Pririsa (Risa)
- Thanakrit Panichawit as Athirut / "Rut" (công an,cấp dưới Theepob)
- Saimai Maneerat as Mira (bạn Risa)
- Krirkphol Masayavanich as Hoàng tử Kamil (anh nuôi Risa)
- Nattasha Bunprachom as Koranan Bupakriat / "Grace" (con gái Kanin và Kanda, em kế Risa)
- Cindy Bishop as Kanda Burapakiat (mẹ Grace, vợ kế Kanin)
- Santisuk Promsiri as Kanin Burapakiat (bố ruột Risa, Grace - chồng Kanda, chồng trước Peerada)
- Duangta Toongkamanee as Khun Ying Jintana Burapakiat (bà Grace)
- Sompob Benjathikul as Krit Burapakiat (ông)
- Toon Hiranyasap as Đại úy Taneth (bố Theepob)
- Rachanee Siralert as Weewan (mẹ Theepob)
- Kriengkrai Oonhanun as Vua Ra-Il (bố nuôi Risa, Kamil, chồng Peerada)
- Penpak Sirikul as Peerada Rawiwuth (mẹ Risa, vợ vua Ra-II)
- Daweerit Chullasapya as Khaisak (bảo vệ)
- Billy Ogan as Rahman (em trai vua Ra-II)
- Anusara Wantongtak as Chanita
- Dada Damrongphol as บุษกร
- Wimolphan Chaleejunghan as Sachi (nhân viên công ty)
- Chakraphan Tantasuwanna as Rosie (nhân viên công ty)
- Ruangrit Wisamol as Azis (người làm thân cận Rahman)
- Viyada Komarakul Na Nakorn as Vimala
- Jirada Moran as Risa (nhỏ)

## Ca khúc nhạc phim
- ปิดบัง / Bpit Bung - Bird Thongchai
- หวั่นไหวก็พอ / Wun Wai Gor Por - Thanakrit Panichawit ft Maneerat Sricharoon
- ไปไม่ถึงใจเธอ / Bpai Mai Teung Jai Tur - Neung Apiwat

## Rating
| Ngày phát sóng | Tập         | Rating |
| -------------- | ----------- | ------ |
| 04-08-2016     | 1           | 4.34   |
| 10-08-2016     | 2           | 4.59   |
| 11-08-2016     | 3           | 6.1    |
| 17-08-2016     | 4           | 5.52   |
| 18-08-2016     | 5           | 5.99   |
| 24-08-2016     | 6           | 4.54   |
| 25-08-2016     | 7           | 6.24   |
| 31-08-2016     | 8           | 5.23   |
| 01-09-2016     | 9           | 6.06   |
| 07-09-2016     | 10          | 6.02   |
| 08-09-2016     | 11          | 6.11   |
| 14-09-2016     | 12          | 6.21   |
| Trung bình:    | Trung bình: | 5.58   |